# Hirono (Iwate)
Hirono (jap. 洋野町 Hirono-chō) – miasto w Japonii, na wyspie Honsiu, w prefekturze Iwate. Według danych na rok 2020 miejscowość zamieszkiwało 15 091 mieszkańców , a gęstość zaludnienia wyniosła 49,8 os./km².